# Alessandro Pozzi (ciclista 1954)
Alessandro Pozzi (Capiago Intimiano, 24 dicembre 1954) è un ex ciclista su strada italiano.

## Carriera
Nato nel 1954 a Capiago Intimiano, in provincia di Como, da dilettante ottiene diverse vittorie, in particolare nel 1978, con la G.S. Lema Mobili, quando si aggiudica, tra le altre, una tappa e la classifica generale della Settimana Ciclistica Bergamasca, una tappa al Giro delle Regioni e una al Baby Giro.
Nel 1979, a 25 anni, passa professionista con la Bianchi, prendendo parte nel primo anno al Tour de France (lo conclude al 32º posto), alla Milano-Sanremo (57º) e al Giro di Lombardia (7º, miglior piazzamento in carriera nelle classiche monumento). L'anno successivo, con la stessa squadra, esordisce al Giro d'Italia, corsa che conclude al 14º posto, miglior piazzamento nei grandi giri.
Dopo un solo anno alla Sammontana (1981), nel 1982 torna alla Bianchi, partecipando per la prima volta alla Liegi-Bastogne-Liegi. Nello stesso anno ottiene la sua unica vittoria da professionista, nella quinta tappa del Tour of Sweden Rimasto tre anni alla Bianchi, nei tre anni successivi corre per l'Ariostea, la Gis Gelati e la Del Tongo. Nel primo di questi anni, il 1985, viene convocato in Nazionale per i Mondiali di Giavera del Montello, in provincia di Treviso; durante la prova svolge ruoli di gregario, ritirandosi.
Chiude la carriera nel 1989, a 35 anni, dopo due stagioni alla Chateau d'Ax; all'attivo ha nove partecipazioni al Giro d'Italia, quattro al Tour de France, alla Liegi-Bastogne-Liegi e al Giro di Lombardia e due alla Milano-Sanremo.
Dopo il ritiro ha aperto un'attività nel settore delle biciclette a Monguzzo, nel Comasco.

## Palmarès
- 1976 (U.C. Comense - Meggiarin, Dilettanti)

Coppa Colli Briantei
- 1977 (G.S. Lema Mobili, Dilettanti)

Montecarlo-Alassio
- 1978 (G.S. Lema Mobili, Dilettanti)

Trofeo Taschini
Gran Premio La Torre
Trofeo Minardi
3ª tappa Settimana Ciclistica Bergamasca (Rodengo > Brescia)
Classifica generale Settimana Ciclistica Bergamasca
1ª tappa Giro delle Regioni (Civita Castellana > Norcia)
3ª tappa Baby Giro
- 1982 (Bianchi, una vittoria)

5ª tappa Tour of Sweden

## Piazzamenti

### Grandi Giri
- Giro d'Italia

1980: 14º
1981: 18º
1982: 29º
1984: 42º
1985: 27º
1986: 24º
1987: 22º
1988: 76º
1989: 41º
- Tour de France

1979: 32º
1986: 91º
1987: 81º
1988: 79º

### Classiche monumento
- Milano-Sanremo

1979: 57º
1986: 92º
- Liegi-Bastogne-Liegi

1982: 40º
1985: 49º
1988: 63º
1989: 97º
- Giro di Lombardia

1979: 7º
1983: 20º
1984: 33º
1985: 15º

### Competizioni mondiali
- Campionati del mondo

Giavera del Montello 1985 - In linea Professionisti: ritirato